# Rémy Vercoutre
Rémy Vercoutre (* 26. Juni 1980 in Grande-Synthe) ist ein ehemaliger französischer Fußballtorwart.

## Karriere

### Verein
Vercoutres Profikarriere begann 1998 bei Montpellier HSC in der Ligue 1. Zuvor durchlief er bereits die Jugendabteilungen des Klubs. Bis zum Abstieg des Vereins konnte er sich nicht durchsetzen. Erst als Montpellier in der Saison 2000/01 in der Ligue 2 antreten musste, kam Vercoutre zum Zug und man schaffte den sofortigen Wiederaufstieg. Er blieb dem Verein noch eine Saison erhalten, ehe er im Sommer 2002 bei Olympique Lyon unterzeichnete. Dort stand er jedoch im Schatten von Grégory Coupet. Für die Saison 2004/05 wurde er von Racing Strasbourg ausgeliehen. Doch auch dort brachte er es nur auf 5 Einsätze und konnte sich nicht durchsetzen. Nach dem Weggang Coupets im Sommer 2008, sollte sich zwischen Vercoutres und dem Neueinkauf Hugo Lloris ein Konkurrenzkampf um das Tor der Les Gones entwickeln, welches Lloris jedoch für sich entschied. Als dieser den Verein 2012 verließ, übernahm Vercoutre für eine Saison den Stammplatz zwischen den Pfosten, wurde in der Spielzeit 2013/14 aber wieder zum Reservisten degradiert. 2014 unterschrieb er beim Erstligaaufsteiger SM Caen, was nach insgesamt zwölf Jahren seinen Abschied aus Lyon mit sich brachte. Bei Caen wurde er sofort zur Nummer eins auf der Torhüterposition.

### Nationalmannschaft
Vercoutre durchlief einige Jugendmannschaften Frankreichs. Unter anderem nahm er an der U-21-Fußball-Europameisterschaft 2002 in der Schweiz teil. Die Franzosen schafften es bis ins Finale, mussten sich dort allerdings mit 1:3 nach Verlängerung gegen die Auswahl Tschechiens geschlagen geben.

## Erfolge
- Aufstieg in die Ligue 1 mit dem Montpellier HSC: 2001
- Französischer Meister mit Olympique Lyon: 2003, 2004, 2006, 2007, 2008
- Trophée des Champions mit Olympique Lyon: 2003, 2004, 2006, 2007
- Coupe de France mit Olympique Lyon: 2008, 2012 (jeweils ohne Finaleinsatz)